# 王打卦镇
王打卦镇，是中华人民共和国山東省德州市平原县下辖的一个乡镇级行政单位。

## 行政区划
王打卦镇下辖以下地区：
王大卦社区、花园社区、代家口村、赵庄社区村、北侯社区村、东屯社区村、郭家堂社区村、新王管庄社区村、大褚社区村、夏家口社区村、白佛寺社区村、打渔李社区村和众和社区村。